# Pinacoteca Ambrosiana

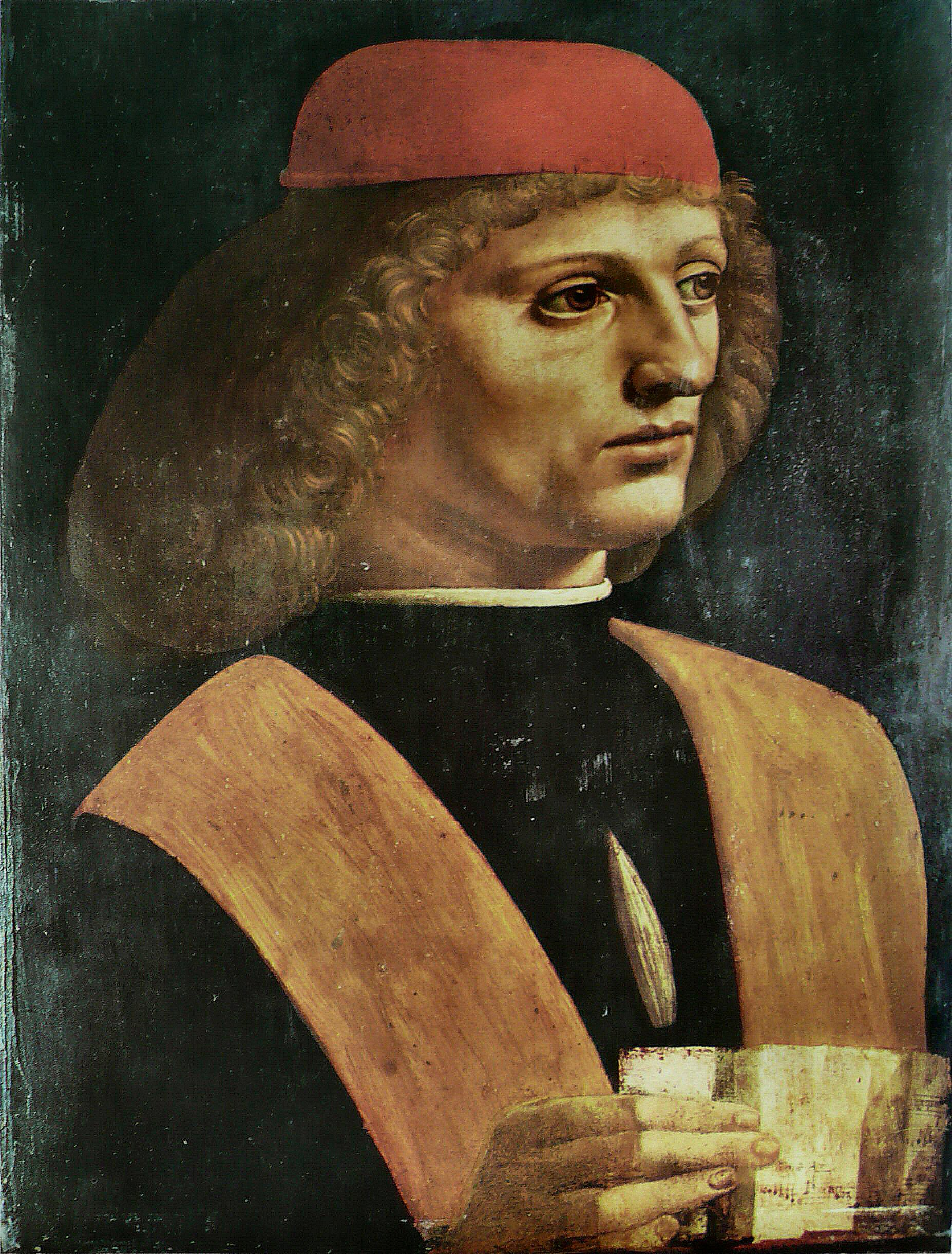
Leonardo, Retrat d'un músic

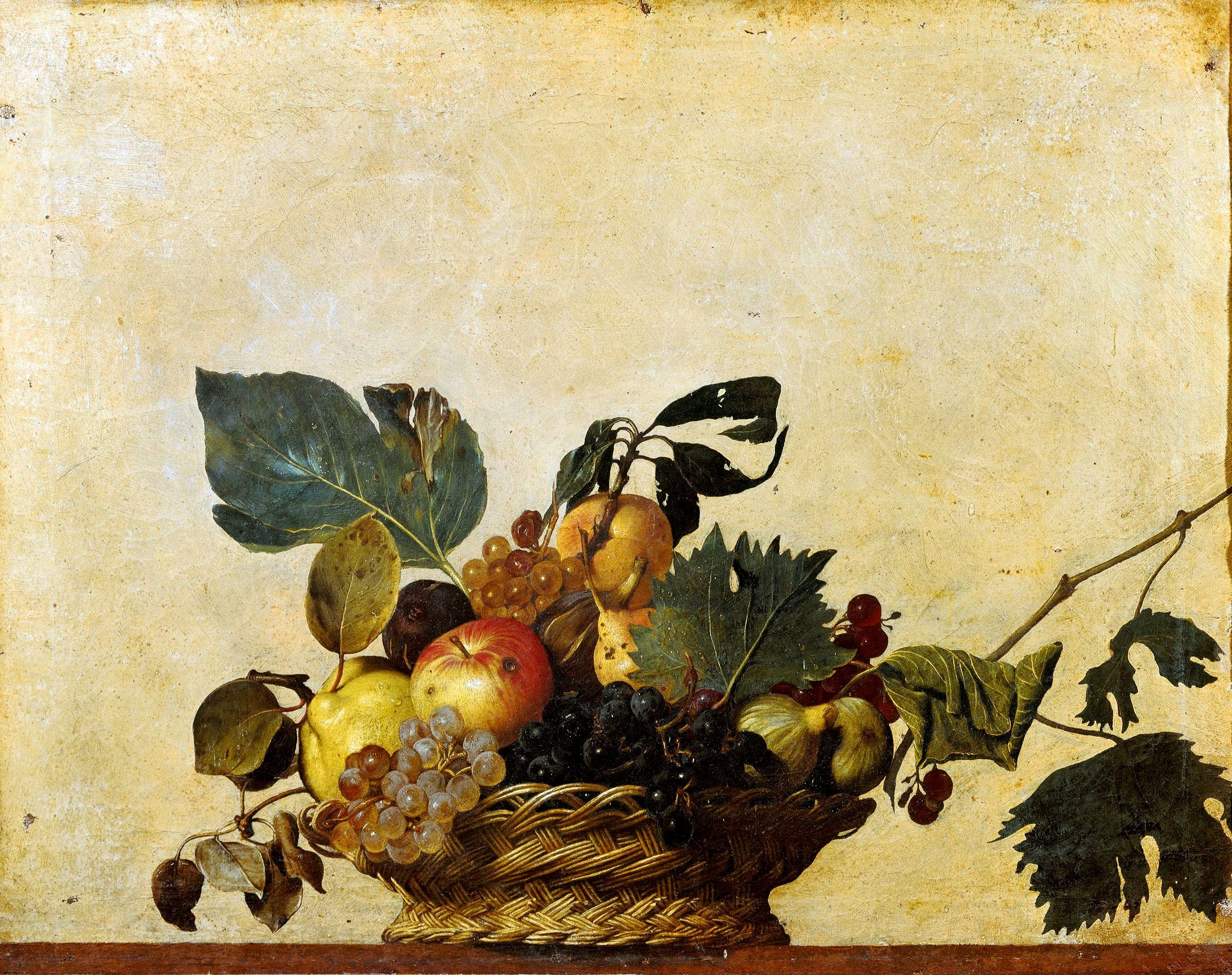
Caravaggio, Cistell de fruita

La Pinacoteca Ambrosiana és un museu de Milà que es troba a l'interior del Palau de l'Ambrosiana.
Va ser fundada per Federico Borromeo l'any 1618 a l'interior de la Biblioteca Ambrosiana, constituïda uns anys abans, el 1609. La institució va néixer per proporcionar una formació cultural gratuïta a qualsevol persona que comptés amb qualitats artístiques o intel·lectuals. A la Pinacoteca, en efecte, s'hi va associar, a partir de 1621, una acadèmia de pintura i d'escultura, amb calcs en guix del Laocoont i de la Pietat de Michelangelo Buonarroti procedents de la col·lecció de Leone Leoni. El primer mestre pictòric en fou Giovanni Battista Crespi, conegut com el Cerano.
La Biblioteca Ambrosiana i la Pinacoteca estan íntimament vinculades. La biblioteca primerenca ja recollia una sèrie de retrats amb personatges doctes i savis del món clàssic i de la cultura cristiana i contenia, al seu interior, dibuixos i còdexs amb miniatures: l'any 1637 Galeazzo Arconati va llegar-hi els manuscrits de Leonardo, que avui es troben a l'Institut de France (després de les ràtzies de Napoleó només hi roman el Còdex Atlàntic). Un altre dels tresors de la Biblioteca és el manuscrit amb l'obra de Virgili que havia pertanyut a Petrarca (glossat per ell mateix) amb una miniatura de Simone Martini.
A la Pinacoteca, s'hi poden trobar obres procedents de la col·lecció de Federico Borromeo (en tots quatre passadissos que envolten la sala de lectura de la Biblioteca) i de nombrosos llegats posteriors, entre els quals hi figuren pintures de Leonardo, de Botticelli, de Ticià, de Jacopo Bassano, de Caravaggio o de Francesco Hayez.